# UFC on ESPN: Vettori vs. Cannonier
UFC on ESPN: Vettori vs. Cannonier (también conocido como UFC on ESPN 47) fue un evento de artes marciales mixtas producido por Ultimate Fighting Championship que tuvo lugar el 17 de junio de 2023 en las instalaciones del UFC Apex en Enterprise, Nevada, parte del área metropolitana de Las Vegas, Estados Unidos.

## Antecedentes
Se esperaba que el combate de peso pluma entre Josh Emmett e Ilia Topuria encabezara el evento. Sin embargo, el combate fue pospuesto una semana para encabezar UFC on ABC: Emmett vs. Topuria. La UFC optó entonces por reservar un combate de peso medio entre Marvin Vettori y Jared Cannonier como nuevo evento principal.
Se esperaba un combate de peso gallo entre Raoni Barcelos y Miles Johns para este evento. Sin embargo, Johns se retiró por lesión y el combate fue cancelado.
Se esperaba un combate de peso mosca entre Zhalgas Zhumagulov y Felipe Bunes para este evento. Sin embargo, Bunes se retiró durante la semana del combate por razones desconocidas y Zhumagulov fue reprogramado contra Joshua Vana una semana después en UFC on ABC: Emmett vs. Topuria.

## Resultados
1. ↑  Un choque involuntario de cabezas durante un portazo dejó inconsciente a Bondar.
2. ↑  Originalmente una victoria por sumisión (estrangulamiento de guillotina) para Argueta, anulada después de que la revisión determinó que Lawrence no tapeo.

## Premios de bonificación
Los siguientes luchadores recibieron bonificaciones de $50000 dólares.
- Pelea de la Noche: Jared Cannonier vs. Marvin Vettori
- Actuación de la Noche: Manuel Torres y Alessandro Costa